# Linea Akhmeteli-Varketili
La linea Akhmeteli-Varketili (in georgiano ახმეტელი-ვარკეთილის ხაზი?) è una linea della metropolitana di Tbilisi che collega la capitale georgiana da nord, con capolinea a Akhmetelis Teatri, a sud-est con capolinea a Varketili. 
Fu inaugurata al pubblico l'11 gennaio 1966 come prima fase del sistema metropolitano e si estende per circa 19,6 chilometri e serve 16 stazioni. 

## Storia
L'11 gennaio fu aperto al pubblico il segmento compreso tra di Didube e Rustaveli.